# Независимое множество
Независимое множество в теории графов может быть как независимым множеством вершин, так и независимым множеством рёбер. Независимые множества рассматриваются в задачах покрытия графов.

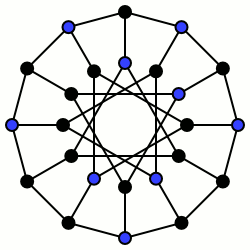
Независимое множество из 9 голубых вершин

## Независимое множество вершин
В неориентированном графе {\displaystyle G=(V,E)} множество его вершин {\displaystyle S}, где {\displaystyle S\subset V}, называется независимым (или внутренне устойчивым), если любые две вершины в нем несмежны, то есть никакая пара вершин не соединена ребром   , или другими словами множество {\displaystyle S} порождает пустой подграф:
{\displaystyle G(S,E^{\prime })\subset G~~\Rightarrow ~~E^{\prime }=\varnothing }
Наибольшее число вершин в таких множествах называется вершинным числом независимости (иногда просто числом независимости) {\displaystyle \beta _{0}(G)} графа {\displaystyle G}, то есть, если {\displaystyle Q} есть семейство всех независимых множеств вершин {\displaystyle S}, то  {\displaystyle \beta _{0}(G)=\max\{|S|:S\in Q\}}.

## Независимое множество рёбер
В неориентированном графе {\displaystyle G=(V,E)} множество его рёбер {\displaystyle M}, где {\displaystyle M\subset E}, называется независимым, если никакая пара ребер несмежна   или множество {\displaystyle M} порождает пустой подграф:
{\displaystyle G(V^{\prime },M)\subset G~~\Rightarrow ~~V^{\prime }=\varnothing }
Наибольшее число рёбер в таких множествах называется рёберным числом независимости {\displaystyle \beta _{1}(G)} графа {\displaystyle G}, то есть, если {\displaystyle W} есть семейство всех независимых множеств рёбер {\displaystyle M}, то {\displaystyle \beta _{1}(G)=\max\{|M|:M\in W\}}.
Множество независимых рёбер также называют паросочетанием . Поэтому независимое множество {\displaystyle M}, имеющее кардинальное число {\displaystyle \beta _{1}} называется наибольшим паросочетанием графа {\displaystyle G}.